# マルメ空港
マルメ空港、正式にはマルメ・ストルップ空港（典: Malmö-Sturup flygplats、英:  Malmö-Sturup Airport）はスウェーデン王国で5番目に離着陸数の多い空港でマルメから約28km、ルンドから約26kmの距離に位置する。オーレスン・リンク経由でコペンハーゲン中心部から約55km、コペンハーゲン国際空港からは約47kmの距離にある。マルメ空港は、コペンハーゲン国際空港がストライキや霧により閉鎖された場合の代替空港ともなっている。

## 歴史

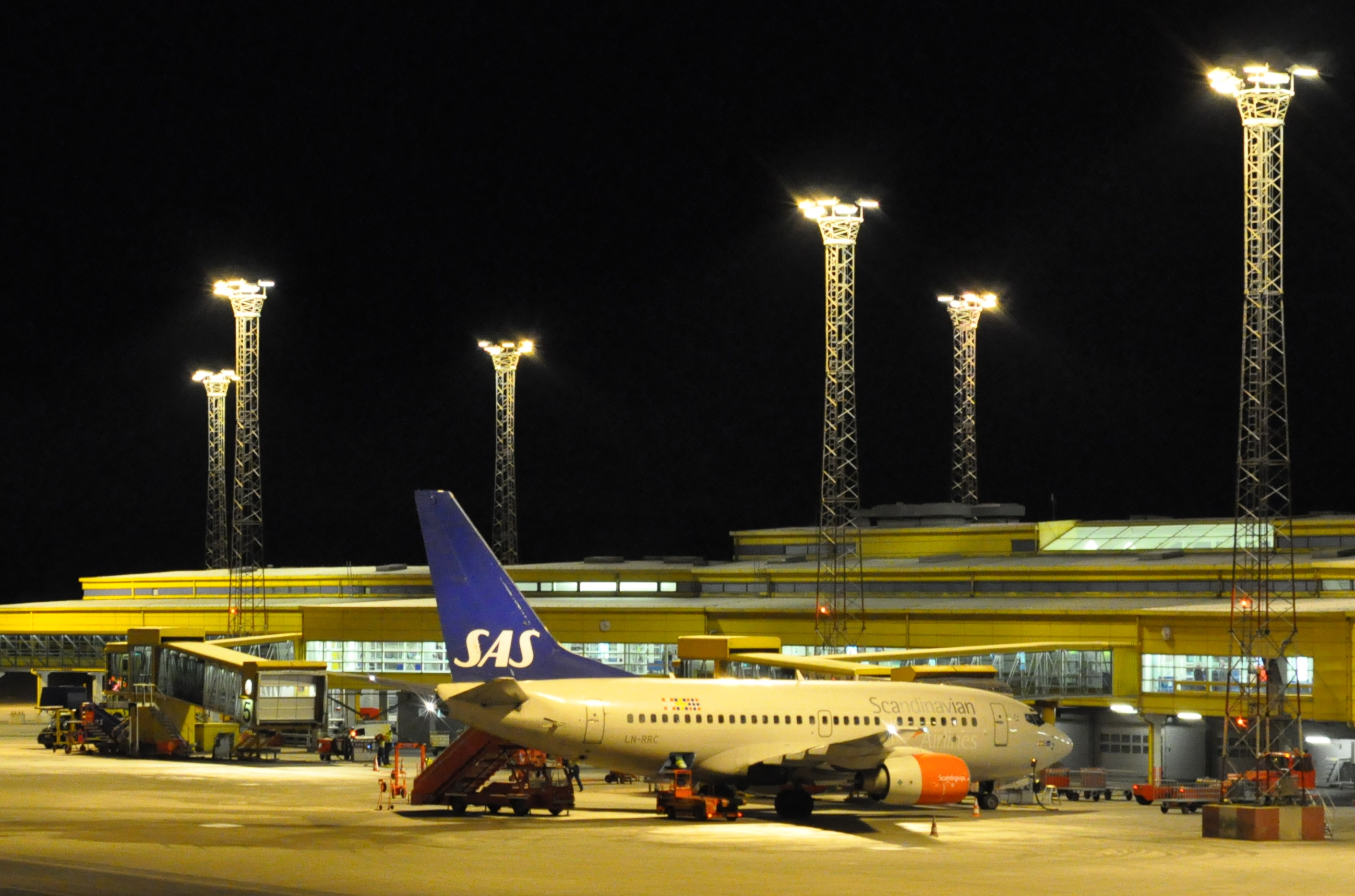
夜のマルメ空港と駐機するSASの旅客機

1923年以来地域の空港として使用されてきた旧態化したブルトフタ空港（Bulltofta Airport）を代替するために当初予測のほぼ2倍の約1億3,000万SEKの建設費をかけて1972年に完成した。
新空港の建設は1960年代初めに計画された。ブルトフタの近くに都市部が拡張、接近し、新しくジェット旅客機が導入されてから近隣自治体から騒音公害への苦情が寄せられるようになり現行の空港の拡張は不可能であった。1970年に建設が始まり、2年後の1972年12月3日にマルメ空港は開業した。同時にブルトフタ空港は閉鎖されたが、マルメの航空交通管制（ATC）は1983年にマルメ空港内に移転するまで元ブルトフタ空港内に残されていた。
2005年から2008年頃に低価格航空会社の数社がコペンハーゲン国際空港に対抗してストルップ空港発のスウェーデンとデンマークの乗客を集客できると目論んだが、2007年秋にアイルランドの低価格航空会社ライアンエアーはマルメ空港発の全ての路線を廃止した。2008年中にデンマークのスターリング航空は、マルメ空港発ロンドン行、アリカンテ行、バルセロナ行、ニース行、フィレンツェ行の数路線を持っている。スターリング航空の全利用客の約6から7%をストルップ空港利用客が占めている。

## 運用施設
- 旅客用ターミナル 1 搭乗用ゲート8基
- 貨物用ターミナル 2
- 大型機用駐機場 20

## 地上交通網

### バス
- マルメとルンドの市街地行の空港バス（Flygbussarna）が出ている。（各都市へ30便/日）マルメとルンドへの所要時間は約40分。そこからコペンハーゲンといった街には列車が便利である。（コペンハーゲンまでの所要時間は約80分）[1]

### タクシー
- 空港にはタクシー乗り場がある。マルメとルンドへの料金は固定で395 SEKである。

### 空港駐車場
- 空港には短時間用と長期用の駐車場がある。短時間用の料金は20 SEK/時間で、長期用は180 SEK/日である。

### 列車
- マルメ、コペンハーゲンとイースタッドと列車で結ぶ計画がある。

## 就航路線
| 航空会社                                 | 就航地 |
| ---------------------------------------- | --- |
| ブラーテンズ・リージョナル・エアラインズ | ヴィスビュー(Visby)、ストックホルム・ブロンマ空港 |
| スカンジナビア航空                       | ストックホルム・アーランダ空港 |
| ノルウェー・エアシャトル                 | ストックホルム・アーランダ空港 |
| フレックスフライト                       | ボルレンゲ(Borlänge)、エーレブロ（Örebro） |
| ウィズエアー                             | ブダペスト、グダニスク（Gdańsk）、カトヴィツェ（Katowice）、ワルシャワ、デブレツェン(Debrecen)、スコピエ、ニシュ(Niš)、ベオグラード、ブカレスト、クルージュ・ナポカ(Cluj-Napoca)、ポズナン(Poznań)、トゥズラ(Tuzla) |
| イラク航空                               | バグダード、ロンドン(ガトウィック)、マンチェスター |

### チャーター便
ジェットX（JetX）、TUIフライ・ノルディック、トーマスクック・スカンジナビア航空（Thomas Cook Airlines Scandinavia）や時折その他、ユーロキプリア航空といった航空会社がスペイン、エジプト、ギリシャやその他の国々に向けてチャーター便を運航している。冬期にはトーマスクック・スカンジナビア航空とTUIフライ・ノルディックは、プーケットやタイに向けて長距離便も飛ばしている。

### 貨物便
| 航空会社                                          | 就航地                                                   |
| ------------------------------------------------- | -------------------------------------------------------- |
| エア・コントラクターズ（Air Contractors）         | ヨンショーピン経由ウメオ（ポステン用）                   |
| エアブリッジカーゴ航空（AirBridgeCargo Airlines） | モスクワ                                                 |
| アマポーラ・フリグ（Amapola Flyg）                | ストックホルム（ポステン用）                             |
| ATRAN                                             | モスクワ（UPS用）                                        |
| アイスランドエア・カーゴ（Icelandair Cargo）      | シャーロット、ハリファックス、ニューヨーク、レイキャビク |
| パル（Pal）                                       | ドバイ、クアラルンプール、上海                           |
| SASカーゴ・グループ                               |                                                          |
| ASL航空ベルギー                                   | グダニスク、ミンスク、サンクトペテルブルク、トゥルク     |
| UPS航空（UPS Airlines）                           | オスロ、ヘルシンキ、ケルン/ボン                          |
| ウェスト・エア・スウェーデン（West Air Sweden）   | オーフス（UPS用）、ストックホルム（ポステン用）          |

## 地上支援と給油
- SASグランドサービス（SAS Ground Services）がスカンジナビア航空、チャム・ウイングス航空とトーマスクック・スカンジナビア航空を担当
- ストルップ・ハンドリング社（Sturup Handling AB） (Novia Handling) がジェットX（JetX）(Primera)、ウィズエアー 、TUIフライ・ノルディック（TUIfly Nordic）、ヴィーキング航空（Viking Airlines）、ASL航空ベルギーとUPS航空（UPS Airlines）を担当
- メンジーズ・アヴィエーション（Menzies Aviation）貨物ハンドリング
- ノルディック・アエロ（Nordic Aero）がマルメ・アヴィエーション（Malmö Aviation）、ポステン（Posten）を担当（ランプ業務のみ）

この空港で給油作業を実施しているのはマルメ・フュエリング・サービス（Malmö Fueling Services）1社である。同社はシェル、エクイノールとエアBPの塗装がされたタンクローリーを使用している。

## 事故と事件
- 2008年1月28日にイージージェット便がフラップの故障によりマルメ空港に速度超過の状態で着陸した。この便はコペンハーゲン行であったが、マルメへの着陸を要請した。報告された負傷者はいなかった[2]。